# Miroblatta petrophila
Miroblatta petrophila är en kackerlacksart som beskrevs av Robert Walter Campbell Shelford 1906. Miroblatta petrophila ingår i släktet Miroblatta och familjen jättekackerlackor. Inga underarter finns listade i Catalogue of Life.